# Ravenscourt Park (metrostation)
Ravenscourt Park is een station van de metro van Londen aan de District Line. Het metrostation, dat in 1873 is geopend, ligt in de wijk Ravenscourt Park.

## Geschiedenis
De lijn door Ravenscourt Park werd op 1 januari 1869 geopend door de London and South Western Railway (L&SWR) als een nieuwe zijlijn naar Richmond. De tak werd gebouwd tussen de West London Joint Railway ten noorden van station Addison Road, het latere Kensington (Olympia) en de North London Railway bij Gunnersbury. Deze lijn liep door Shepherd's Bush en Hammersmith (Grove Road) via een op 3 juni 1916 gesloten verbindingsboog bocht naar het westen. Aanvankelijk was Turnham Green het eerste station ten westen van Hammersmith. Ravenscourt Park werd op 1 april 1873 als Shaftesbury Road door de L & SWR ingevoegd.
Op 1 juni 1877 opende de District Railway (DR), de latere District Line, een korte verlenging van het eindpunt in Hammersmith om verbinding te maken met de L & SWR-sporen ten oosten van station Ravenscourt Park. De DR begon toen met diensten over de L&SWR-sporen van en naar Richmond. Op 1 oktober 1877 begon ook de Metropolitan Railway (MR), de latere Metropolitan Line een dienst naar Richmond via station Grove Road.
Op 5 mei 1878 begon de Midland Railway met een dienst buiten de stad om onder de naam Super Outer Circle tussen St Pancras en Earl's Court via Cricklewood en South Acton. Deze dienst liep tussen een inmiddels opgebroken verbindingsboog tussen de North London Railway en de L & SWR Richmond tak bij Gunnersbury triangle. De dienst was geen succes en werd beëindigd op 30 september 1880.
Na een ongeval in Turnham Green op 9 april 1878, toen een reiziger viel toen hij probeerde de 61 cm tussen perron en DR-rijtuig te overbruggen, werden de perrons op Shaftesbury Road experimenteel verhoogd van de L & SWR-standaardhoogte van 530 mm boven het spoor tot 860 mm, wat lager was dan de DR-standaardhoogte van 952 mm.
De komst van de DR in Richmond was een belangrijke aanjager voor woningbouw langs de route en er was veel verkeer op de lijn. De dienst van de DR tussen Richmond, Hammersmith en het centrum van Londen was directer dan die van de L&SWR of de MR via station Grove Road of de andere route van de L&SWR vanuit Richmond via Clapham Junction, en snoepte veel klanten af van de concurrenten.
Op 1 maart 1888 kreeg het station zijn huidige naam kort voor de opening van het gelijknamige park bij het station.
Vanaf 1 januari 1894 werden de diensten van de MR naar Richmond afwisseld gereden door Great Western Railway en de MR te delen zodat GWR weer naar Turnham Green aandeed, wat betekende dat reizigers bij Ravenscourt Park konden kiezen uit vier vervoerders.
Na de elektrificatie van de eigen sporen van de DR ten noorden van Acton Town in 1903, financierde de DR de elektrificatie van de sporen langs Ravenscourt Park. Deze elektrificatie tussen Acton Town en het centrum van Londen was op 1 juli 1905 gereed. Terwijl DR elektrische metrostellen inzette bleven de concurrenten L&SWR-, GWR- en MR- rijden met stoomtractie.
MR staakte haar diensten op 31 december 1906, GWR volgde op 31 december 1910 zodat Ravenscourt Park alleen nog bediend werd door de DR en L&SWR. De L&SWR bouwde twee niet-geëlektrificeerde sporen tussen Turnham Green en de verbindingsboog bij Hammersmith en opende deze op 3 december 1911. Deze werden niet eens vijf jaar gebruikt aangezien de treinen van de L&SWR's in grote mate onderdeden voor de metrostellen zodat L & SWR haar dienst tussen Richmond en Addison Road op 3 juni 1916 staakte en de DR als enige vervoerder overbleef.
In het begin van de jaren dertig van de 20e eeuw begon de London Electric Railway, voorloper van de London Underground en eigenaar van de District- en Piccadilly Line, met de reconstructie van de sporen tussen Hammersmith en Acton Town om de Piccadilly line te kunnen verlengen van Hammersmith naar Uxbridge en Hounslow West. De binnenste sporen van Ravenscourt Park werden toegewezen aan de Piccadilly Line die als sneldienst tussen de stopmetro's van de District Line op de buitenste sporen ging rijden. De verlenging van de Piccadilly Line door Ravenscourt Park werd op 4 juli 1932 in gebruik genomen.
Ten oosten van het station liggen de resterende delen van het viaduct waarover de sporen van de L&SWR naar het station Grove Road liepen tussen de sporen van de District- en Piccadilly-Line in oostelijke richting.

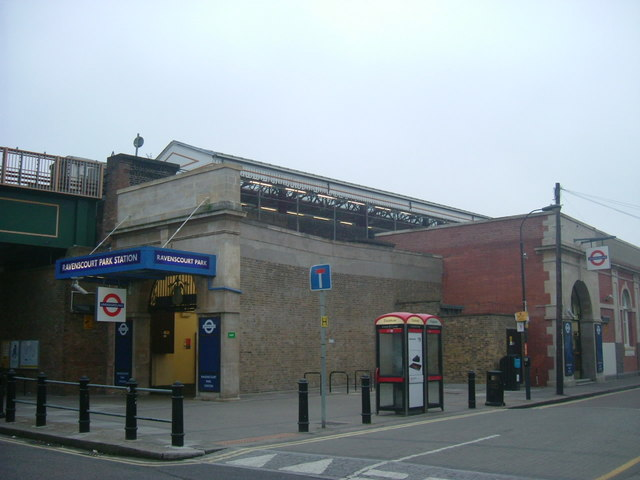
De ingang op straatniveau.
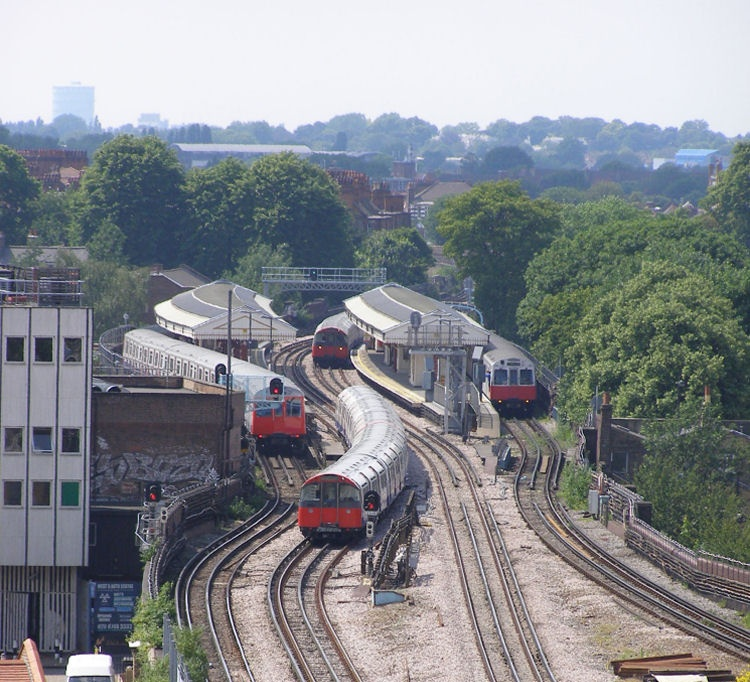
Metrostellen in en rond het station, gezien uit het oosten.
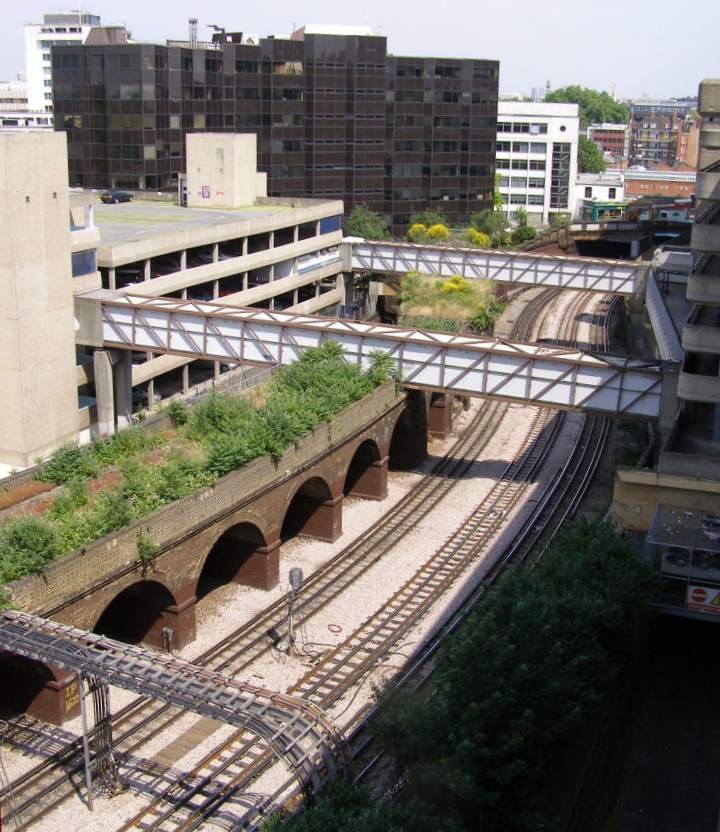
Het viaduct van de vroegere verbindingsboog tussen Ravenscourt Park en Hammersmith.

## Ligging en inrichting
Het station is gelegen tussen Dalling Road ( B408 ) en Ravenscourt Road en ongeveer 100 m ten noorden van King Street ( A315 ). Het station dankt zijn naam aan het nabijgelegen Ravenscourt Park en bevindt zich in Travelcard Zone 2. Het station heeft vier sporen die langs twee eilandperrons liggen. De buitensporen worden gebruikt door de District Line. De Piccadilly Line gebruikt de binnensporen, maar stopt hier niet in de normale dienst. Uitzondering zijn het bereikbaar houden van het station tijdens werkzaamheden op de District Line en tijdens nachtdiensten op oudejaarsavond. Murad Qureshi, lid van de London Assembly, heeft opgeroepen om de Piccadilly Line in de normale dienst te laten stoppen bij Ravenscourt Park.

## Fotoarchief
- Het station in 1890
- De stationshal in 1928
- Het station in 1932
- De stationshal in 1956
- Het station in 1956